# مخمر قهوه‌ای زرد
مخمر قهوه‌ای زرد(نام علمی: Cryptococcus) نام یک سرده از زیرشاخه قارچ‌های کلاه‌دار است.